# Extensible Authentication Protocol
EAP (англ. Extensible Authentication Protocol, Розширюваний Протокол Автентифікації) — в телекомунікаціях розширювана інфраструктура автентифікації, що визначає формат посилки і описана документом RFC 3748. Стандарти WPA і WPA2 підтримують п'ять типів EAP як офіційні інфраструктури автентифікації (всього існує порядка 40 типів EAP); для бездротових мереж актуальні EAP-TLS, EAP-SIM, EAP-AKA, PEAP, LEAP та EAP-TTLS.
EAP використовує механізм довільної перевірки автентичності підключення віддаленого доступу. Точна схема перевірки автентичності узгоджується клієнтом віддаленого доступу і пристроєм перевірки автентичності (сервером віддаленого доступу або сервером RADIUS). Служба маршрутизації та віддаленого доступу за умовчанням підтримує протокол EAP-TLS. Для підтримки інших способів перевірки автентичності EAP можна підключити інші модулі EAP до сервера, на якому запущена служба маршрутизації та віддаленого доступу.
Протокол EAP підтримує відкритий сеанс зв'язку між клієнтом віддаленого доступу і пристроєм перевірки автентичності. Сеанс зв'язку містить у собі запити відомостей перевірки автентичності пристроєм перевірки автентичності та відповіді від клієнта віддаленого доступу. Наприклад, коли протокол EAP використовується з картами маркера безпеки, пристрій перевірки автентичності може окремо запитувати в клієнта віддаленого доступу його ім'я, ПІН-код і значення маркера карти. При отриманні відповіді на посланий запит клієнт віддаленого доступу проходить черговий рівень перевірки автентичності. При одержанні задовільних відповідей на всі питання клієнт віддаленого доступу проходить перевірку автентичності.
Схема перевірки автентичності EAP називається типом EAP. Для успішної перевірки автентичності клієнт віддаленого доступу і пристрій перевірки автентичності повинні підтримувати один і той же тип EAP.
LEAP (англ. Lightweight Extensible Authentication Protocol) — Полегшений розширюваний протокол автентифікації, версія протоколу EAP, розроблена компанією Cisco і сумісна з продукцією сімейства Cisco Aironet.